# سوزان لويس (مغنية)
سوزان لويس (بالإنجليزية: Susanne Lewis)‏ هي ملحنة ومغنية وكاتبة غنائية أمريكية، ولدت في 6 نوفمبر 1962 في مدينة سان مارينو في سان مارينو.

## وصلات خارجية
- الموقع الرسمي
- سوزان لويس على موقع ميوزك برينز (الإنجليزية)
- سوزان لويس على موقع ديسكوغز (الإنجليزية)